# Idaea hispanaria
Idaea hispanaria là một loài bướm đêm trong họ Geometridae.